# Бернарду II (маніконго)
Бернарду II (порт. Bernardo II) або Німі-а-Нканґа (кон. Nimi a Nkanga; 1570 — 20 серпня 1615) — п'ятнадцятий маніконго центральноафриканського королівства Конго.
Був сином короля Алвару I та братом Алвару II. Зайняв престол в обхід прямого спадкоємця, Алвару III. Втім останнього підтримав Антоніу да Сілва, герцог Мбамба, й уже за рік Бернарду було вбито, а престол зайняв його племінник Алвару III.